# Гірський парк Вільгельма

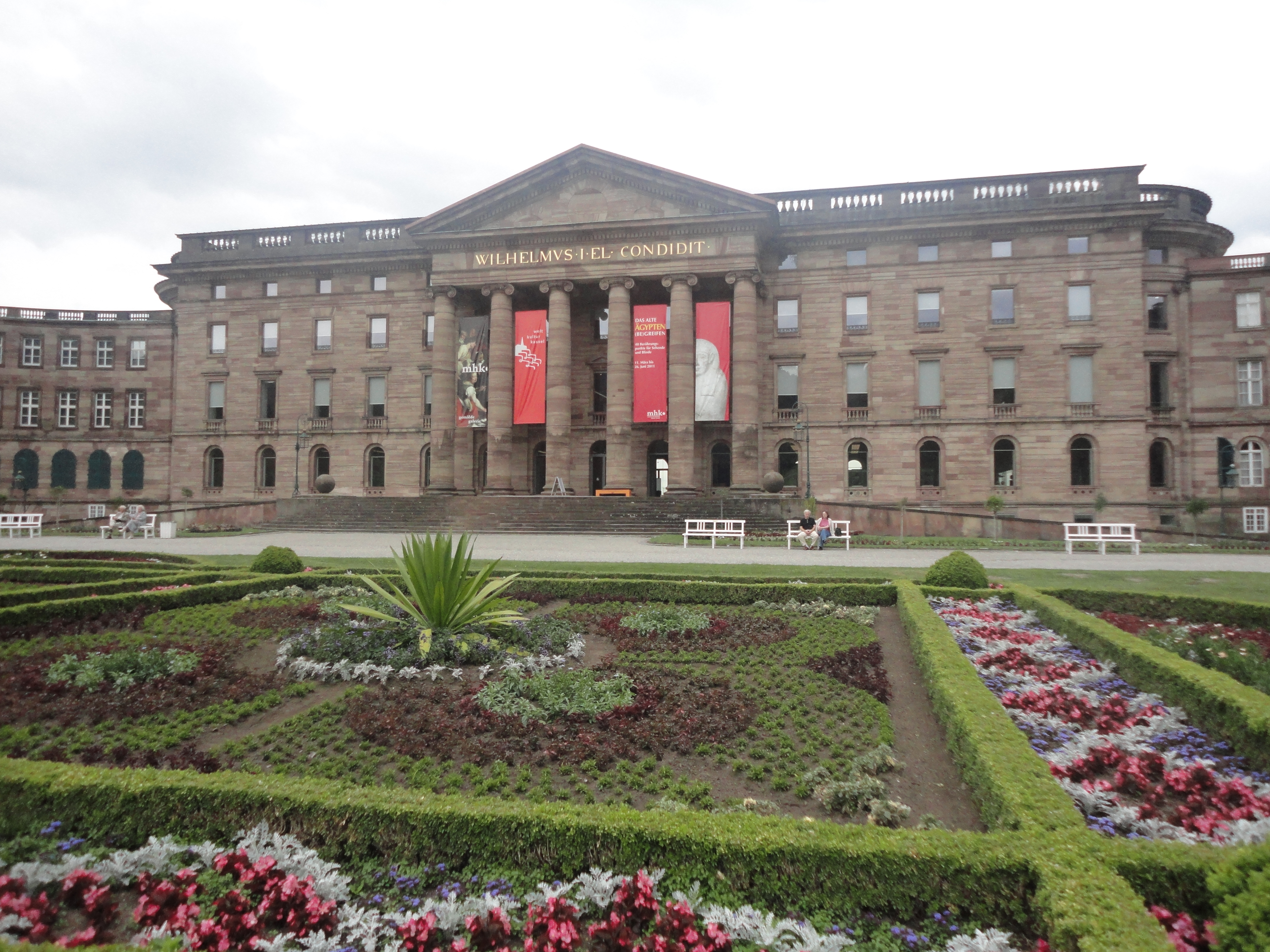
Палац на пагорбі Вільгельма

Гірський парк Вільгельма (нім. Bergpark Wilhelmshöhe) — нагірний парк площею 2,4 км² у гессенському місті Кассель (Німеччина). 23 червня 2013 року на 37-й сесії Комітету Світової спадщини ЮНЕСКО, що проходила у Камбоджі, Гірський парк Вільгельма був включений до списку світової спадщини ЮНЕСКО.

## Короткий опис
Парк розташований в районі Бад Вільгельмсгьоге в Касселі (земля Гессен). У парку розташовані знамениті Кассельські каскади (нім. Kasseler Wasserspiele). На вершині паркової гори стоїть статуя Геркулеса, яка стала своєрідним символом Касселя. Бароковою пишністю вирізняються Палац на пагорбі Вільгельма  та замок Левенбург, що входять до паркового комплексу.
Спорудження парку почалося 1696 року, а його розширення тривало протягом 150 років. Замовниками будівництва були ландграфи та курфюрсти Гессена-Касселя.
В історії європейського паркового мистецтва парк Вільгельма за місцезнаходженням і площею є унікальним. В Італії барокові парки також часом розміщували на пагорбі у формі терас, але вони були значно скромніші за розмірами. Французькі барокові парки розбивалися лише на рівній місцевості. Сьогоднішній вигляд гірського парку Вільгельма, особливо у нижній частині, вже не відповідає канонам барокового саду, а розвиває ідеї англійського пейзажного парку.
Парк особливо відомий своїми водяними каскадами, які збігають від статуї Геркулеса у східному напрямку, та особливо пишним парковим мистецтвом. Парковий палац віддзеркалює історію європейського мистецтва різних епох. Один з найвидатніших німецьких дослідників пам'яток старовини Георг Дегіо так висловився про цей парк: «Це, напевне, найграндіозніше поєднання архітектури й ландшафту, що було створене в епоху бароко».
У січні 2012 року земля Гессен подала до Комітету Світової спадщини ЮНЕСКО заявку на включення гірського парку до Списку світової спадщини. 23 червня 2013 року на 37-й сесії Комітету Світової спадщини ЮНЕСКО, що проходила у Камбоджі, Гірський парк Вільгельмсхьоге був вписаний до Світової спадщини ЮНЕСКО. Гірський парк став 38-м об'єктом Німеччини в цьому списку.
З 2009 року парк входить до європейської мережі «European Garden Heritage Network». Парком опікується Адміністрація державних замків та парків землі Гессен (нім. Verwaltung der Staatlichen Schlösser und Gärten Hessen).